# El merengue
«El merengue» es una canción del DJ y productor discográfico estadounidense Marshmello y del cantante colombiano Manuel Turizo. Fue lanzado el 3 de marzo de 2023 a través de Joytime Collective, como el tercer sencillo del tercer álbum de estudio de Turizo, 2000 (2023), y el primero del quinto álbum de estudio de Marshmello, Sugar Papi (2023).

## Video musical
El lanzamiento del video musical de «El merengue» fue lanzado el 3 de marzo de 2023 en el canal de YouTube de Marshmello. Alcanzó los cien millones de visitas en septiembre de 2023.

## Posicionamiento en listas
| Lista (2023)                           | Mejor posición |
| -------------------------------------- | -------------- |
| Argentina (Monitor Latino)             | 8              |
| Argentina Hot 100 (Billboard)          | 26             |
| Bolivia (Monitor Latino)               | 10             |
| Canadá (Canadian Hot 100)              | 50             |
| Chile (Monitor Latino)                 | 1              |
| Colombia (Monitor Latino)              | 19             |
| Costa Rica (Monitor Latino)            | 15             |
| Ecuador (Monitor Latino)               | 7              |
| El Salvador (ASAP EGC)                 | 3              |
| El Salvador (Monitor Latino)           | 3              |
| España (PROMUSICAE)                    | 3              |
| Global 200 (Billboard)                 | 103            |
| Guatemala (Monitor Latino)             | 12             |
| Hot Dance/Electronic Songs (Billboard) | 5              |
| Hot Latin Songs (Billboard)            | 24             |
| Latin Airplay (Billboard)              | 1              |
| Latin Digital Songs (Billboard)        | 9              |
| Panamá (Monitor Latino)                | 12             |
| Panamá (PRODUCE)                       | 28             |
| Paraguay (Monitor Latino)              | 9              |
| Perú (Monitor Latino)                  | 20             |
| Portugal (AFP)                         | 7              |
| Puerto Rico (Monitor Latino)           | 8              |
| República Dominicana (Monitor Latino)  | 15             |
| Suiza (Schweizer Hitparade)            | 81             |
| Tropical Airplay (Billboard)           | 1              |
| Uruguay (Monitor Latino)               | 8              |
| Venezuela (Monitor Latino)             | 13             |
| Venezuela (Record Report)              | 28             |

## Certificaciones
| País           | Organismo certificador | Certificación        | Ventas  | Ref.   |
| -------------- | ---------------------- | -------------------- | ------- | ------ |
| Canadá         | Music Canada           | Oro                  | 40,000  | [ 32 ] |
| México         | AMPROFON               | Oro                  | 70,000  | [ 33 ] |
| España         | PROMUSICAE             | Platino × 6          | 360,000 | [ 34 ] |
| Estados Unidos | RIAA                   | Platino × 6 (Latino) | 360,000 | [ 35 ] |

## Historial de lanzamiento
| Región  | Fecha              | Formato          | Versión  | Discográfica       |
| ------- | ------------------ | ---------------- | -------- | ------------------ |
| Mundial | 3 de marzo de 2023 | Descarga digital | Original | Joytime Collective |